# Анастасија (филм)
Анастасија (енгл. Anastasia) амерички је анимирани филмски мјузикл из 1997. године, у режији Дона Блута и Гарија Голдмана. Произвео га је Fox Animation Studios, а дистрибуирао 20th Century Fox. Гласове позајмљују: Мег Рајан, Џон Кјузак, Келси Грамер, Кристофер Лојд, Хенк Азарија, Бернадет Питерс, Кирстен Данст и Анџела Ленсбери. Темељи се на легенди о Анастасији Николајевној, а прати осамнаестогодишњу Анастасију „Ању” Романову која, у нади да ће пронаћи траг своје покојне породице, пристаје на помоћ двојице преваранта који, без знања да је она права Анастасија, желе да је предају Марији Фјодоровној.
Премијерно је приказан 14. новембра 1997. године у Њујорку, док је 21. новембра пуштен у биоскопе у САД. Критичари су похвалили анимацију, гласовну глуму и саундтрек, иако је филм изазвао негативне критике појединих историчара због фантастичне приче о Романовој. Зарадио је 140 милиона долара, поставши најпрофитабилнији филм за Блута и Fox Animation Studios. Добио је неколико награда, као што су Оскар за најбољу оригиналну песму („Journey to the Past”) и Оскар за најбољу оригиналну музику на 70. додели Оскара.
С обзиром да га је произвео Fox Animation Studios, Анастасија је постала први анимирани филм који је самостално произвео 20th Century Fox. Многи погрешно сматрају да је Анастасија Дизнијева принцеза. Забуна се још више проширила након што је The Walt Disney Company купио 20th Century Fox, те додао филм на Disney+. Упркос томе, сам Дизни не сматра Анастасију званичном Дизнијевом принцезом или својим ликом, а ништа у вези са филмом није представљено ни у једном Дизнијевом парку или атракцији.

## Радња
После проклетства које је Распућин бацио на Романове, мала Анастасија морала је да буде одвојена од своје баке Марије. Девојчица је одрастала у сиротишту, под именом Ања. Без јасног сећања на детињство, Ања среће мисионаре који траже девојку која личи на Анастасију, у нади да ће се тако домоћи награде коју је понудила Марија, која живи у Паризу. Упркос покушајима Распућина да јој спречи пут, она ипак долази у Париз. Тамо је чека нови проблем: Марија је врло скептична, јер је имала посла са преварантима.

## Гласовне улоге
| Улога                                   | Глас            |
| --------------------------------------- | --------------- |
| Анастасија Романова                     | Мег Рајан       |
| Анастасија Романова                     | Кирстен Данст   |
| Димитриј                                | Џон Кјузак      |
| Владимир Василович                      | Келси Грамер    |
| Григориј Распућин                       | Кристофер Лојд  |
| Барток                                  | Хенк Азарија    |
| Марија Фјодоровна                       | Анџела Ленсбери |
| Софи Станисловскијевна Соморков Смирнов | Бернадет Питерс |